# 2019冠狀病毒病臺灣疫情時間線 (2022年)
本條目解說2019冠狀病毒病（COVID-19）疫情於2022年在中華民國自由地區（臺澎金馬）的情況。
2022年度累積：確診數8,830,331例（本土8,792,505例、境外37,826例）、空號11,458例、14,403死亡。

## 第二級疫情警戒（2021年7月27日－2022年2月28日）
這階段在2022年間，先後發生「防疫旅館、醫院」、桃機、高雄港等地分別發生Omicron變異株（BA.1及BA.2）的本土群聚感染事件，均受到「境外移入」感染者影響，進而形成本土大規模感染，導致疫情加劇。
- 1月1日，台灣無新增本土病例及死亡病例[1]。
- 1月2日，台灣無新增本土病例（校正後為1例）及死亡病例[2]。
- 1月3日，台灣無新增本土病例及死亡病例，並公布2021年12月29日經校正回歸新增本土確診2例（案17058、17099）[3]。
- 1月4日，台灣本土確診病例單日新增4例[4][5]。
- 1月5日，台灣本土確診病例單日新增1例。並公布1月2日經校正回歸新增本土確診1例（案17181）[6]。
- 1月6日，台灣本土確診病例單日新增3例。並公布2021年12月31日經校正回歸新增本土確診1例（案17127）[7]。
- 1月7日，台灣本土確診病例單日新增4例[8]。
- 1月8日，台灣本土確診病例單日新增2例[9]。
- 1月9日，台灣本土確診病例單日新增11例[10][11][12]。
- 1月10日，台灣本土確診病例單日新增6例[13]。
- 1月11日，台灣本土確診病例單日新增12例[14]。
- 1月12日，台灣本土確診病例單日新增4例[15]。
- 1月13日，台灣本土確診病例單日新增14例，確診個案新增1例死亡[16][17]。
- 1月14日，台灣本土確診病例單日新增11例[18]。
- 1月15日，台灣本土確診病例單日新增6例[19]。
- 1月16日，台灣本土確診病例單日新增10例[20]。
- 1月17日，台灣本土確診病例單日新增17例[21]。
- 1月18日，台灣本土確診病例單日新增17例[22]。
- 1月19日，台灣本土確診病例單日新增10例[23]。
- 1月20日，台灣本土確診病例單日新增13例[24]。
- 1月21日，台灣本土確診病例單日新增23例[25]。
- 1月22日，台灣本土確診病例單日新增82例[26]。
- 1月23日，台灣本土確診病例單日新增52例[27]。
- 1月24日，台灣本土確診病例單日新增15例[28]。
- 1月25日，台灣本土確診病例單日新增13例[29]。
- 1月26日，台灣本土確診病例單日新增46例[30]。
- 1月27日，台灣本土確診病例單日新增21例[31]。
- 1月28日，台灣本土確診病例單日新增27例[32]。
- 1月29日，台灣本土確診病例單日新增15例[33]。
- 1月30日，台灣本土確診病例單日新增14例[34]。
- 1月31日，台灣本土確診病例單日新增17例[35]。
- 2月1日，台灣本土確診病例單日新增16例[36]。
- 2月2日，台灣本土確診病例單日新增16例[37]。
- 2月3日，台灣本土確診病例單日新增22例[38]。
- 2月4日，台灣本土確診病例單日新增25例[39]。
- 2月5日，台灣本土確診病例單日新增40例[40]。
- 2月6日，台灣本土確診病例單日新增14例[41]。
- 2月7日，台灣本土確診病例單日新增2例[42]。
- 2月8日，台灣本土確診病例單日新增26例[43]。
- 2月9日，台灣本土確診病例單日新增10例[44]。
- 2月10日，台灣本土確診病例單日新增37例[45]。
- 2月11日，台灣本土確診病例單日新增18例[46]。
- 2月12日，台灣本土確診病例單日新增11例[47]。
- 2月13日，台灣本土確診病例單日新增12例[48]。
- 2月14日，台灣本土確診病例單日新增4例[49]。
- 2月15日，台灣本土確診病例單日新增5例，確診個案新增1例死亡[50]。
- 2月16日，台灣本土確診病例單日新增14例[51]。
- 2月17日，台灣本土確診病例單日新增14例[52]。
- 2月18日，台灣本土確診病例單日新增16例[53]。
- 2月19日，台灣本土確診病例單日新增8例（校正後為9例）[54]。
- 2月20日，台灣本土確診病例單日新增4例（校正後為5例）[55]。
- 2月21日，台灣本土確診病例單日新增4例[56]。
- 2月22日，台灣本土確診病例單日新增5例[57]。
- 2月23日，台灣本土確診病例單日新增2例（校正後為3例）[58]。
- 2月24日，台灣本土確診病例單日新增7例[59]。
- 2月25日，台灣本土確診病例單日新增3例，確診個案新增1例死亡[60]。
- 2月26日，台灣本土確診病例單日新增6例[61]。
- 2月27日，台灣本土確診病例單日新增16例[62]。
- 2月28日，台灣本土確診病例單日新增9例[63]。

## 經濟防疫新模式（2022年3月1日－至今）
這階段爆發Omicron變異株大規模疫情。
主流病毒株：2022年4月初至8月中（BA.2）；2022年8月中至2023年1月中（BA.5）；2023年1月中至5月初（BA.2.75）；2023年5月初至今（XBB）。
- 3月1日，台灣本土確診病例單日新增4例[64]。
- 3月2日，台灣本土確診病例單日新增2例[65]。
- 3月3日，台灣本土確診病例單日新增5例[66]。
- 3月4日，台灣本土確診病例單日新增2例，並公布2月19日至23日經校正回歸新增本土確診3例（案20016、20110及20256）[67]。
- 3月5日，台灣本土確診病例單日新增8例[68]。
- 3月6日，台灣本土確診病例單日新增3例[69]。
- 3月7日，台灣本土確診病例單日新增2例[70]。
- 3月8日，台灣本土確診病例單日新增8例[71]。
- 3月9日，台灣本土確診病例單日新增3例[72]。
- 3月10日，台灣無新增本土病例及死亡病例[73]。
- 3月11日，台灣本土確診病例單日新增7例[74]。
- 3月12日，台灣本土確診病例單日新增1例[75]。
- 3月13日，台灣本土確診病例單日新增5例[76]。
- 3月14日，台灣本土確診病例單日新增2例[77]。
- 3月15日，台灣無新增本土病例及死亡病例[78]。
- 3月16日，台灣本土確診病例單日新增3例[79]。
- 3月17日，台灣無新增本土病例及死亡病例[80]。
- 3月18日，台灣本土確診病例單日新增1例[81]。
- 3月19日，台灣本土確診病例單日新增6例[82]。
- 3月20日，台灣本土確診病例單日新增3例[83]。
- 3月21日，台灣本土確診病例單日新增5例[84]。
- 3月22日，台灣本土確診病例單日新增10例[85]。
- 3月23日，台灣本土確診病例單日新增2例[86]。
- 3月24日，台灣本土確診病例單日新增15例[87]。
- 3月25日，台灣本土確診病例單日新增14例[88]。
- 3月26日，台灣本土確診病例單日新增21例[89]。
- 3月27日，台灣本土確診病例單日新增83例，來自桃園大潭電廠、基隆小吃店警察群聚、台東家庭、樹林電子廠、高雄化工廠等群聚案[90]。
- 3月28日，台灣本土確診病例單日新增34例[91]。
- 3月29日，台灣本土確診病例單日新增33例[92]。
- 3月30日，台灣本土確診病例單日新增56例[93]。
- 3月31日，台灣本土確診病例單日新增87例[94]。
- 4月1日，台灣本土確診病例單日新增104例[95]。
- 4月2日，台灣本土確診病例單日新增160例[96]。
- 4月3日，台灣本土確診病例單日新增183例[97]。
- 4月4日，台灣本土確診病例單日新增133例[98]。
- 4月5日，台灣本土確診病例單日新增216例[99]。
- 4月6日，台灣本土確診病例單日新增281例[100]。
- 4月7日，台灣本土確診病例單日新增382例[101]。
- 4月8日，台灣本土確診病例單日新增384例[102]。
- 4月9日，台灣本土確診病例單日新增442例，確診個案新增1例死亡[103]。
- 4月10日，台灣本土確診病例單日新增431例[104]。
- 4月11日，台灣本土確診病例單日新增439例[105]。
- 4月12日，台灣本土確診病例單日新增551例[106]。
- 4月13日，台灣本土確診病例單日新增744例[107]。
- 4月14日，台灣本土確診病例單日新增874例[108]。
- 4月15日，台灣本土確診病例單日新增1,209例，首次本土破千例[109]。
- 4月16日，台灣本土確診病例單日新增1,199例[110]。
- 4月17日，台灣本土確診病例單日新增1,210例[111][112]。
- 4月18日，台灣本土確診病例單日新增1,390例[113]。
- 4月19日，台灣本土確診病例單日新增1,626例，確診個案新增2例死亡，其中一例為全台首例兒童病逝案例（2歲，至此同年國內4例重症病患皆不治）[114][115]。
- 4月20日，台灣本土確診病例單日新增2,386例[116]。
- 4月21日，台灣本土確診病例單日新增2,969例[117]。
- 4月22日，台灣本土確診病例單日新增3,766例[118]。
- 4月23日，台灣本土確診病例單日新增4,126例[119]。
- 4月24日，台灣本土確診病例單日新增5,092例，首次本土破5千例[120]。
- 4月25日，台灣本土確診病例單日新增5,108例[121]。
- 4月26日，台灣本土確診病例單日新增6,295例[122]。
- 4月27日，台灣本土確診病例單日新增8,822例，確診個案新增2例死亡[123]。宣布取消自2021年5月19日起推出之簡訊實聯制，並以臺灣社交距離APP取代[124]。
- 4月28日，台灣本土確診病例單日新增11,353例，首次本土破1萬例，確診個案新增2例死亡[125]。
- 4月29日，台灣本土確診病例單日新增11,974例，確診個案新增2例死亡[126]。
- 4月30日，台灣本土確診病例單日新增15,033例，確診個案新增3例死亡[127]。
- 5月1日，台灣本土確診病例單日新增16,936例，確診個案新增3例死亡[128]。
- 5月2日，台灣本土確診病例單日新增17,801例，確診個案新增3例死亡[129]。
- 5月3日，台灣本土確診病例單日新增23,102例，確診個案新增5例死亡[130]。
- 5月4日，台灣本土確診病例單日新增28,420例，確診個案新增5例死亡[131]。
- 5月5日，台灣本土確診病例單日新增30,035例，確診個案新增5例死亡[132]。
- 5月6日，台灣本土確診病例單日新增36,168例，確診個案新增10例死亡[133]。
- 5月7日，台灣本土確診病例單日新增46,377例，確診個案新增11例死亡[134]。
- 5月8日，台灣本土確診病例單日新增44,294例，確診個案新增12例死亡[135]。
- 5月9日，台灣本土確診病例單日新增40,263例，確診個案新增12例死亡[136]。
- 5月10日，台灣本土確診病例單日新增50,780例，首次本土破5萬例，確診個案新增12例死亡[137]。
- 5月11日，台灣本土確診病例單日新增57,188例，確診個案新增8例死亡[138]。
- 5月12日，台灣本土確診病例單日新增65,385例，確診個案新增17例死亡[139]。
- 5月13日，台灣本土確診病例單日新增64,972例，確診個案新增41例死亡[140]。
- 5月14日，台灣本土確診病例單日新增63,964例，確診個案新增40例死亡[141]。
- 5月15日，台灣本土確診病例單日新增68,732例，確診個案新增19例死亡[142]。
- 5月16日，台灣本土確診病例單日新增61,697例，確診個案新增29例死亡[143]。
- 5月17日，台灣本土確診病例單日新增65,794例，確診個案新增38例死亡[144]。
- 5月18日，台灣本土確診病例單日新增85,310例，確診個案新增41例死亡[145]。
- 5月19日，台灣本土確診病例單日新增90,331例，確診個案新增59例死亡[146]。
- 5月20日，台灣本土確診病例單日新增85,720例，確診個案新增49例死亡[147]。
- 5月21日，台灣本土確診病例單日新增84,587例，確診個案新增59例死亡[148]。
- 5月22日，台灣本土確診病例單日新增79,441例，確診個案新增53例死亡[149]。
- 5月23日，台灣本土確診病例單日新增66,247例，確診個案新增40例死亡。
- 5月24日，台灣本土確診病例單日新增82,363例，確診個案新增42例死亡。
- 5月25日，台灣本土確診病例單日新增89,352例，確診個案新增76例死亡。
- 5月26日，台灣本土確診病例單日新增81,852例，確診個案新增104例死亡。
- 5月27日，台灣本土確診病例單日新增94,808例，創本土確診病史上新高，確診個案新增126例死亡。
- 5月28日，台灣本土確診病例單日新增80,835例，確診個案新增127例死亡。
- 5月29日，台灣本土確診病例單日新增76,539例，確診個案新增145例死亡。
- 5月30日，台灣本土確診病例單日新增60,042例，確診個案新增109例死亡。
- 5月31日，台灣本土確診病例單日新增80,656例，確診個案新增90例死亡。
- 6月1日，台灣本土確診病例單日新增88,247例，確診個案新增122例死亡。
- 6月2日，台灣本土確診病例單日新增76,967例，確診個案新增144例死亡。
- 6月3日，台灣本土確診病例單日新增76,517例，確診個案新增142例死亡。
- 6月4日，台灣本土確診病例單日新增68,118例，確診個案新增152例死亡。
- 6月5日，台灣本土確診病例單日新增62,080例，確診個案新增124例死亡。
- 6月6日，台灣本土確診病例單日新增52,992例，確診個案新增151例死亡。
- 6月7日，台灣本土確診病例單日新增82,973例，確診個案新增124例死亡。
- 6月8日，台灣本土確診病例單日新增80,195例，確診個案新增159例死亡。
- 6月9日，台灣本土確診病例單日新增72,921例，確診個案新增211例死亡。
- 6月10日，台灣本土確診病例單日新增68,311例，確診個案新增213例死亡，創新增死亡史上新高。
- 6月11日，台灣本土確診病例單日新增79,598例，確診個案新增211例死亡。
- 6月12日，台灣本土確診病例單日新增50,643例，確診個案新增163例死亡。
- 6月13日，台灣本土確診病例單日新增45,081例，確診個案新增109例死亡。
- 6月14日，台灣本土確診病例單日新增66,119例，確診個案新增123例死亡。
- 6月15日，台灣本土確診病例單日新增68,939例，確診個案新增143例死亡。
- 6月16日，台灣本土確診病例單日新增63,170例，確診個案新增168例死亡。
- 6月17日，台灣本土確診病例單日新增55,187例，確診個案新增154例死亡。
- 6月18日，台灣本土確診病例單日新增53,643例，確診個案新增181例死亡。
- 6月19日，台灣本土確診病例單日新增50,561例，確診個案新增172例死亡。
- 6月20日，台灣本土確診病例單日新增35,596例，確診個案新增144例死亡。
- 6月21日，台灣本土確診病例單日新增56,339例，確診個案新增115例死亡。
- 6月22日，台灣本土確診病例單日新增52,213例，確診個案新增171例死亡。
- 6月23日，台灣本土確診病例單日新增48,283例，確診個案新增166例死亡。
- 6月24日，台灣本土確診病例單日新增45,678例，確診個案新增152例死亡。
- 6月25日，台灣本土確診病例單日新增40,293例，確診個案新增151例死亡。
- 6月26日，台灣本土確診病例單日新增39,586例，確診個案新增134例死亡。
- 6月27日，台灣本土確診病例單日新增28,489例，確診個案新增91例死亡。
- 6月28日，台灣本土確診病例單日新增44,379例，確診個案新增103例死亡。
- 6月29日，台灣本土確診病例單日新增42,112例，確診個案新增85例死亡。
- 6月30日，台灣本土確診病例單日新增38,846例，確診個案新增118例死亡。
- 7月1日，台灣本土確診病例單日新增35,699例，確診個案新增121例死亡。
- 7月2日，台灣本土確診病例單日新增34,748例，確診個案新增96例死亡。
- 7月3日，台灣本土確診病例單日新增32,567例，確診個案新增88例死亡。
- 7月4日，台灣本土確診病例單日新增23,045例，確診個案新增69例死亡。
- 7月5日，台灣本土確診病例單日新增35,914例，確診個案新增103例死亡。
- 7月6日，台灣本土確診病例單日新增34,499例，確診個案新增95例死亡。
- 7月7日，台灣本土確診病例單日新增31,364例，確診個案新增105例死亡。
- 7月8日，台灣本土確診病例單日新增30,314例，確診個案新增131例死亡。
- 7月9日，台灣本土確診病例單日新增28,028例，確診個案新增94例死亡。
- 7月10日，台灣本土確診病例單日新增27,708例，確診個案新增71例死亡。
- 7月11日，台灣本土確診病例單日新增19,051例，確診個案新增96例死亡。
- 7月12日，台灣本土確診病例單日新增31,152例，確診個案新增60例死亡。
- 7月13日，台灣本土確診病例單日新增29,849例，確診個案新增49例死亡。
- 7月14日，台灣本土確診病例單日新增27,597例，確診個案新增89例死亡。
- 7月15日，台灣本土確診病例單日新增25,223例，確診個案新增114例死亡。
- 7月16日，台灣本土確診病例單日新增25,251例，確診個案新增72例死亡。
- 7月17日，台灣本土確診病例單日新增24,196例，確診個案新增73例死亡。
- 7月18日，台灣本土確診病例單日新增17,549例，確診個案新增48例死亡。
- 7月19日，台灣本土確診病例單日新增26,779例，確診個案新增37例死亡。
- 7月20日，台灣本土確診病例單日新增26,943例，確診個案新增57例死亡。
- 7月21日，台灣本土確診病例單日新增24,907例，確診個案新增74例死亡。
- 7月22日，台灣本土確診病例單日新增23,813例，確診個案新增86例死亡。
- 7月23日，台灣本土確診病例單日新增22,347例，確診個案新增53例死亡。
- 7月24日，台灣本土確診病例單日新增21,460例，確診個案新增65例死亡。
- 7月25日，台灣本土確診病例單日新增16,921例，確診個案新增53例死亡。
- 7月26日，台灣本土確診病例單日新增24,790例，確診個案新增37例死亡。
- 7月27日，台灣本土確診病例單日新增25,521例，確診個案新增28例死亡。
- 7月28日，台灣本土確診病例單日新增23,822例，確診個案新增62例死亡。
- 7月29日，台灣本土確診病例單日新增22,983例，確診個案新增57例死亡。
- 7月30日，台灣本土確診病例單日新增21,273例，確診個案新增60例死亡。
- 7月31日，台灣本土確診病例單日新增20,824例，確診個案新增34例死亡。
- 8月1日，台灣本土確診病例單日新增16,352例，確診個案新增36例死亡。
- 8月2日，台灣本土確診病例單日新增23,302例，確診個案新增31例死亡。
- 8月3日，台灣本土確診病例單日新增23,718例，確診個案新增32例死亡。
- 8月4日，台灣本土確診病例單日新增22,707例，確診個案新增56例死亡。
- 8月5日，台灣本土確診病例單日新增21,577例，確診個案新增54例死亡。
- 8月6日，台灣本土確診病例單日新增19,753例，確診個案新增51例死亡。
- 8月7日，台灣本土確診病例單日新增21,771例，確診個案新增42例死亡。
- 8月8日，台灣本土確診病例單日新增15,206例，確診個案新增26例死亡。
- 8月9日，台灣本土確診病例單日新增23,458例，確診個案新增18例死亡。
- 8月10日，台灣本土確診病例單日新增23,665例，確診個案新增25例死亡。
- 8月11日，台灣本土確診病例單日新增22,650例，確診個案新增44例死亡。
- 8月12日，台灣本土確診病例單日新增21,761例，確診個案新增31例死亡。
- 8月13日，台灣本土確診病例單日新增21,056例，確診個案新增40例死亡。
- 8月14日，台灣本土確診病例單日新增20,802例，確診個案新增22例死亡。
- 8月15日，台灣本土確診病例單日新增15,596例，確診個案新增22例死亡。
- 8月16日，台灣本土確診病例單日新增22,902例，確診個案新增16例死亡。
- 8月17日，台灣本土確診病例單日新增24,669例，確診個案新增33例死亡。
- 8月18日，台灣本土確診病例單日新增23,088例，確診個案新增34例死亡。
- 8月19日，台灣本土確診病例單日新增22,559例，確診個案新增32例死亡。
- 8月20日，台灣本土確診病例單日新增21,925例，確診個案新增36例死亡。
- 8月21日，台灣本土確診病例單日新增22,137例，確診個案新增26例死亡。
- 8月22日，台灣本土確診病例單日新增16,669例，確診個案新增23例死亡。
- 8月23日，台灣本土確診病例單日新增26,095例，確診個案新增16例死亡。
- 8月24日，台灣本土確診病例單日新增28,397例，確診個案新增18例死亡。
- 8月25日，台灣本土確診病例單日新增26,967例，確診個案新增37例死亡。
- 8月26日，台灣本土確診病例單日新增26,409例，確診個案新增45例死亡。
- 8月27日，台灣本土確診病例單日新增25,621例，確診個案新增40例死亡。
- 8月28日，台灣本土確診病例單日新增26,450例，確診個案新增31例死亡。
- 8月29日，台灣本土確診病例單日新增20,160例，確診個案新增22例死亡。
- 8月30日，台灣本土確診病例單日新增31,178例，確診個案新增27例死亡。
- 8月31日，台灣本土確診病例單日新增34,389例，確診個案新增21例死亡。
- 9月1日，台灣本土確診病例單日新增33,875例，確診個案新增36例死亡。
- 9月2日，台灣本土確診病例單日新增33,483例，確診個案新增36例死亡。
- 9月3日，台灣本土確診病例單日新增32,529例，確診個案新增42例死亡。
- 9月4日，台灣本土確診病例單日新增34,126例，確診個案新增35例死亡。
- 9月5日，台灣本土確診病例單日新增23,931例，確診個案新增31例死亡。
- 9月6日，台灣本土確診病例單日新增36,393例，確診個案新增21例死亡。
- 9月7日，台灣本土確診病例單日新增41,021例，確診個案新增26例死亡。
- 9月8日，台灣本土確診病例單日新增34,846例，確診個案新增29例死亡。
- 9月9日，台灣本土確診病例單日新增34,020例，確診個案新增55例死亡。
- 9月10日，台灣本土確診病例單日新增35,594例，確診個案新增30例死亡。
- 9月11日，台灣本土確診病例單日新增31,854例，確診個案新增29例死亡。
- 9月12日，台灣本土確診病例單日新增25,346例，確診個案新增28例死亡。
- 9月13日，台灣本土確診病例單日新增46,795例，確診個案新增17例死亡。
- 9月14日，台灣本土確診病例單日新增49,540例，確診個案新增37例死亡。
- 9月15日，台灣本土確診病例單日新增45,269例，確診個案新增57例死亡。
- 9月16日，台灣本土確診病例單日新增41,430例，確診個案新增46例死亡。
- 9月17日，台灣本土確診病例單日新增39,394例，確診個案新增40例死亡。
- 9月18日，台灣本土確診病例單日新增39,330例，確診個案新增39例死亡。
- 9月19日，台灣本土確診病例單日新增28,210例，確診個案新增31例死亡。
- 9月20日，台灣本土確診病例單日新增44,500例，確診個案新增33例死亡。
- 9月21日，台灣本土確診病例單日新增46,673例，確診個案新增39例死亡。
- 9月22日，台灣本土確診病例單日新增42,212例，確診個案新增59例死亡。
- 9月23日，台灣本土確診病例單日新增39,769例，確診個案新增41例死亡。
- 9月24日，台灣本土確診病例單日新增38,157例，確診個案新增51例死亡。
- 9月25日，台灣本土確診病例單日新增38,785例，確診個案新增34例死亡。
- 9月26日，台灣本土確診病例單日新增28,513例，確診個案新增56例死亡。
- 9月27日，台灣本土確診病例單日新增45,608例，確診個案新增28例死亡。
- 9月28日，台灣本土確診病例單日新增48,421例，確診個案新增38例死亡。
- 9月29日，台灣本土確診病例單日新增44,665例，確診個案新增53例死亡。
- 9月30日，台灣本土確診病例單日新增43,280例，確診個案新增50例死亡。
- 10月1日，台灣本土確診病例單日新增43,040例，確診個案新增48例死亡。
- 10月2日，台灣本土確診病例單日新增43,241例，確診個案新增62例死亡。
- 10月3日，台灣本土確診病例單日新增33,377例，確診個案新增38例死亡。
- 10月4日，台灣本土確診病例單日新增49,509例，確診個案新增31例死亡。
- 10月5日，台灣本土確診病例單日新增54,874例，確診個案新增48例死亡。
- 10月6日，台灣本土確診病例單日新增46,423例，確診個案新增57例死亡。
- 10月7日，台灣本土確診病例單日新增50,710例，確診個案新增52例死亡。
- 10月8日，台灣本土確診病例單日新增44,467例，確診個案新增76例死亡。
- 10月9日，台灣本土確診病例單日新增44,457例，確診個案新增62例死亡。
- 10月10日，台灣本土確診病例單日新增32,068例，確診個案新增57例死亡。
- 10月11日，台灣本土確診病例單日新增41,364例，確診個案新增36例死亡。
- 10月12日，台灣本土確診病例單日新增52,338例，確診個案新增37例死亡。
- 10月13日，台灣本土確診病例單日新增53,356例，確診個案新增29例死亡。
- 10月14日，台灣本土確診病例單日新增48,205例，確診個案新增80例死亡。
- 10月15日，台灣本土確診病例單日新增43,478例，確診個案新增77例死亡。
- 10月16日，台灣本土確診病例單日新增41,481例，確診個案新增65例死亡。
- 10月17日，台灣本土確診病例單日新增28,806例，確診個案新增53例死亡。
- 10月18日，台灣本土確診病例單日新增44,846例，確診個案新增33例死亡。
- 10月19日，台灣本土確診病例單日新增44,601例，確診個案新增42例死亡。
- 10月20日，台灣本土確診病例單日新增39,763例，確診個案新增92例死亡。
- 10月21日，台灣本土確診病例單日新增37,196例，確診個案新增78例死亡。
- 10月22日，台灣本土確診病例單日新增35,601例，確診個案新增52例死亡。
- 10月23日，台灣本土確診病例單日新增35,322例，確診個案新增65例死亡。
- 10月24日，台灣本土確診病例單日新增26,336例，確診個案新增62例死亡。
- 10月25日，台灣本土確診病例單日新增39,148例，確診個案新增42例死亡。
- 10月26日，台灣本土確診病例單日新增40,261例，確診個案新增52例死亡。
- 10月27日，台灣本土確診病例單日新增35,640例，確診個案新增84例死亡。
- 10月28日，台灣本土確診病例單日新增34,556例，確診個案新增57例死亡。
- 10月29日，台灣本土確診病例單日新增32,486例，確診個案新增76例死亡。
- 10月30日，台灣本土確診病例單日新增31,500例，確診個案新增76例死亡。
- 10月31日，台灣本土確診病例單日新增22,593例，確診個案新增59例死亡。
- 11月1日，台灣本土確診病例單日新增34,242例，確診個案新增46例死亡。
- 11月2日，台灣本土確診病例單日新增33,116例，確診個案新增53例死亡。
- 11月3日，台灣本土確診病例單日新增29,922例，確診個案新增81例死亡。
- 11月4日，台灣本土確診病例單日新增27,547例，確診個案新增74例死亡。
- 11月5日，台灣本土確診病例單日新增25,523例，確診個案新增67例死亡。
- 11月6日，台灣本土確診病例單日新增24,309例，確診個案新增47例死亡。
- 11月7日，台灣本土確診病例單日新增16,538例，確診個案新增34例死亡。
- 11月8日，台灣本土確診病例單日新增24,935例，確診個案新增15例死亡。
- 11月9日，台灣本土確診病例單日新增24,798例，確診個案新增66例死亡。
- 11月10日，台灣本土確診病例單日新增22,286例，確診個案新增66例死亡。
- 11月11日，台灣本土確診病例單日新增20,269例，確診個案新增62例死亡。
- 11月12日，台灣本土確診病例單日新增19,172例，確診個案新增60例死亡。
- 11月13日，台灣本土確診病例單日新增18,571例，確診個案新增61例死亡。
- 11月14日，台灣本土確診病例單日新增16,578例，確診個案新增40例死亡。
- 11月15日，台灣本土確診病例單日新增18,509例，確診個案新增43例死亡。
- 11月16日，台灣本土確診病例單日新增22,631例，確診個案新增69例死亡。
- 11月17日，台灣本土確診病例單日新增20,078例，確診個案新增77例死亡。
- 11月18日，台灣本土確診病例單日新增17,952例，確診個案新增58例死亡。
- 11月19日，台灣本土確診病例單日新增16,514例，確診個案新增59例死亡。
- 11月20日，台灣本土確診病例單日新增16,197例，確診個案新增43例死亡。
- 11月21日，台灣本土確診病例單日新增11,888例，確診個案新增41例死亡。
- 11月22日，台灣本土確診病例單日新增18,150例，確診個案新增38例死亡。
- 11月23日，台灣本土確診病例單日新增17,841例，確診個案新增31例死亡。
- 11月24日，台灣本土確診病例單日新增16,015例，確診個案新增65例死亡。
- 11月25日，台灣本土確診病例單日新增14,138例，確診個案新增56例死亡。
- 11月26日，台灣本土確診病例單日新增13,218例，確診個案新增29例死亡。
- 11月27日，台灣本土確診病例單日新增13,276例，確診個案新增25例死亡。
- 11月28日，台灣本土確診病例單日新增10,583例，確診個案新增41例死亡。
- 11月29日，台灣本土確診病例單日新增17,240例，確診個案新增21例死亡。
- 11月30日，台灣本土確診病例單日新增17,668例，確診個案新增37例死亡。
- 12月1日，台灣本土確診病例單日新增15,595例，確診個案新增53例死亡。台灣本土開放全部室外取消全程配戴口罩的規定[150]。
- 12月2日，台灣本土確診病例單日新增14,019例，確診個案新增29例死亡。
- 12月3日，台灣本土確診病例單日新增13,098例，確診個案新增33例死亡。
- 12月4日，台灣本土確診病例單日新增12,981例，確診個案新增29例死亡。
- 12月5日，台灣本土確診病例單日新增10,209例，確診個案新增22例死亡。
- 12月6日，台灣本土確診病例單日新增16,002例，確診個案新增22例死亡。
- 12月7日，台灣本土確診病例單日新增16,694例，確診個案新增26例死亡。
- 12月8日，台灣本土確診病例單日新增15,227例，確診個案新增37例死亡。
- 12月9日，台灣本土確診病例單日新增14,295例，確診個案新增32例死亡。
- 12月10日，台灣本土確診病例單日新增14,230例，確診個案新增24例死亡。
- 12月11日，台灣本土確診病例單日新增14,034例，確診個案新增38例死亡。
- 12月12日，台灣本土確診病例單日新增10,824例，確診個案新增31例死亡。
- 12月13日，台灣本土確診病例單日新增17,118例，確診個案新增12例死亡。
- 12月14日，台灣本土確診病例單日新增17,549例，確診個案新增37例死亡。
- 12月15日，台灣本土確診病例單日新增16,012例，確診個案新增37例死亡。
- 12月16日，台灣本土確診病例單日新增15,316例，確診個案新增24例死亡。
- 12月17日，台灣本土確診病例單日新增15,464例，確診個案新增40例死亡。
- 12月18日，台灣本土確診病例單日新增15,034例，確診個案新增30例死亡。
- 12月19日，台灣本土確診病例單日新增10,317例，確診個案新增23例死亡。
- 12月20日，台灣本土確診病例單日新增17,080例，確診個案新增18例死亡。
- 12月21日，台灣本土確診病例單日新增19,051例，確診個案新增27例死亡。
- 12月22日，台灣本土確診病例單日新增19,798例，確診個案新增41例死亡。
- 12月23日，台灣本土確診病例單日新增18,965例，確診個案新增40例死亡。
- 12月24日，台灣本土確診病例單日新增17,949例，確診個案新增36例死亡。
- 12月25日，台灣本土確診病例單日新增17,650例，確診個案新增24例死亡。
- 12月26日，台灣本土確診病例單日新增14,162例，確診個案新增14例死亡。
- 12月27日，台灣本土確診病例單日新增24,427例，確診個案新增7例死亡。
- 12月28日，台灣本土確診病例單日新增27,942例，確診個案新增25例死亡。
- 12月29日，台灣本土確診病例單日新增27,803例，確診個案新增36例死亡。
- 12月30日，台灣本土確診病例單日新增27,220例，確診個案新增34例死亡。
- 12月31日，台灣本土確診病例單日新增25,674例，確診個案新增38例死亡。

## 外部連結
- （繁體中文）（英文）衛生福利部疾病管制署（页面存档备份，存于）